# SCADA КРУГ-2000
SCADA КРУГ-2000 — программный комплекс SCADA, предназначенный для разработки АСУ ТП, систем диспетчеризации (АСОДУ, АСДТУ), автоматизированных систем контроля и учёта энергоресурсов (АСТУЭ, АСКУЭ).
SCADA КРУГ-2000 входит в состав ПТК КРУГ-2000, используемого для создания автоматизированных систем на пожаро- и взрыво- опасных объектах.
На примере SCADA КРУГ-2000 написана книга о применении SCADA-систем, рекомендованная Советом учебно-методического объединения по образованию в области энергетики и электротехники в качестве учебного пособия для студентов специальности 210200 «Автоматизация технологических процессов и производств».

## Разработка проекта
Создание проекта ведется в среде разработки, её основными компонентами являются:
- «Генератор базы данных», средство конфигурирования системы, создания и верификации базы данных реального времени
- «Генератор динамики», средство создания объектно-ориентированного графического интерфейса (HMI) и генерации отчетов
- «Интегрированная среда разработки КРУГОЛ» для создания пользовательских технологических программ на базе стандарта IEC 61131-3.

## Модульная архитектура
Функционирование проекта в реальном времени обеспечивают модули среды исполнения, работающие на серверах, рабочих станциях и промышленных контроллерах, входящих в состав автоматизированной системы.

### Основные модули
- Сервер БД обеспечивает выполнение функций обработки переменных базы данных реального времени, ведения оперативных трендов, программного перезапуска, обработку событий, статистики, ядра технологического языка КРУГОЛ, OPC-сервера, драйвера ODBC
- Сервер АБД также выполняет функции обработки и хранения архивов трендов, архивов протокола событий и архивов печатных документов
- Сервер событий формирует сообщения из событий, отобранных по заданному фильтру, и передает их для визуализации
- Графический интерфейс предоставляет оператору человеко-машинный интерфейс с управлением (в системах управления) и без управления (в системах мониторинга).

### Модули, обеспечивающие надежность
- Зеркализация БД, АБД — горячее резервирование серверов БД и АБД
- Автоматический перезапуск при установке в компьютер специальной платы Watchdog перезапускает операционную систему в случаях «зависания» и «зацикливания».

### Модули для работы с архивами и трендами
- Просмотр архивов обеспечивает доступ к архивам трендов и к архивам протоколов событий
- Иерархия объектов БД позволяет создавать иерархические структуры данных в соответствии с конструкторской, технологической или иной группировкой параметров (поддерживает систему классификации AKS, KKS)
- Статистика применяет функции статистической обработки к выборкам переменных для заданного временного интервала.

## Интеграция со средой исполнения промышленных контроллеров
В состав КРУГ-2000 входит СРВК — среда исполнения реального времени промышленных контроллеров для процессоров с архитектурой XScale, ARM9 или IBM PC-совместимых процессоров под управлением операционных систем QNX, Linux. Использование СРВК совместно со SCADA КРУГ-2000 позволяет создавать распределенные системы управления (РСУ, DCS).
База данных SCADA и среды исполнения промышленных контроллеров является единой.
Для разработки и отладки пользовательских программ и программирования контроллеров используется ИСР КРУГОЛ™ -интегрированная среда разработки на языках структурированного текста и функциональных блочных диаграмм (на базе стандарта IEC 61131-3).
Сетевую загрузку и модификацию ПО контроллеров, on-line диагностику контроллера обеспечивает станция инжиниринга.

## История процесса и единое время системы
SCADA КРУГ-2000 обеспечивает ведение и архивирование истории изменения параметров. Поддерживаются интервальные тренды с фиксированным временем регистрации значений переменных, и событийные тренды, которые формируются в моменты изменения.
В базе данных контроллера вместе с текущим значением переменной хранится также время её последнего изменения. При регистрации событий используется именно время непосредственного изменения переменной, а не время регистрации данного события в автоматизированной системе.
Единое время в системе обеспечивается программно подстройкой по «эталонному» абоненту сети, либо аппаратно с использованием сервера единого времени «TimeVisor» по первичному источнику GPS/ГЛОНАСС.